# O Barril de Amontillado

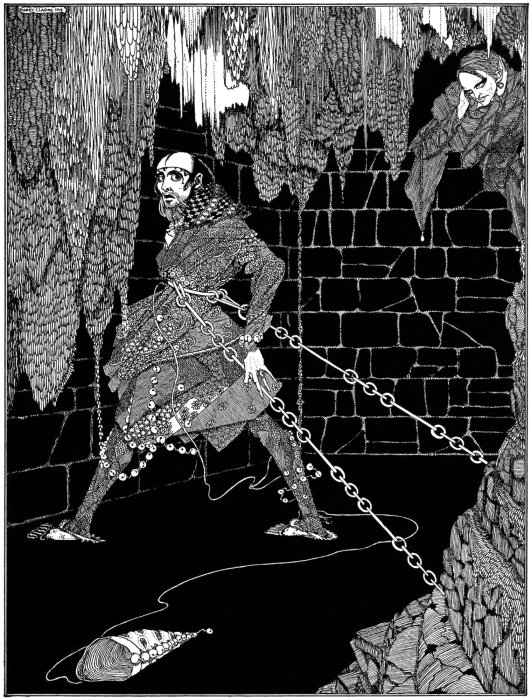
Ilustração de Harry Clarke (1919) para o conto.

O Barril de Amontillado é um conto de Edgar Allan Poe, publicado originalmente na edição de novembro de 1846 da revista feminina Godey's Lady's Book. Na narrativa da história, que se passa na Itália durante o carnaval de um ano não especificado, Montresor é um homem imbuído do desejo de vingança em relação a um homem que ele julga tê-lo ofendido. Como muitas das histórias de Poe, e mantendo a fascinação do século XIX pelo tema, a narrativa fala sobre uma pessoa sendo enterrada viva - no caso, por emparedamento. Como em O Gato Preto e O Coração Revelador, Poe narra a história a partir do ponto de vista do assassino. Neste conto, o enfoque é dado aos fatos em si e aos condicionamentos psicológicos das personagens.
O conto traz a percepção de que o protagonista se vingará de um desafeto; no meio, há indícios de como será a vingança; no fim, o protagonista exerce sua vingança lentamente. É importante notar as várias simbologias nesse texto, como: a roupa de palhaço de Fortunato, a pá de pedreiro de Montresor. Ele é um anti-herói.

## Sinopse
O narrador da história, Montresor, fala a uma pessoa não especificada, que o conhece muito bem, sobre o dia em que se vingou de Fortunato (termo italiano para "afortunado"), um nobre. Revoltado em relação a muitas injúrias, e a uma em especial, Montresor planeja matar Fortunato durante o carnaval, quando Fortunato estiver bêbado e usando uma roupa de bobo da corte.
Montresor atrai Fortunato para uma jornada privada de degustação de vinho, dizendo que adquiriu um barril de vinho contendo uma rara safra de amontillado. Ele propõe confirmar o conteúdo do barril convidando um amigo especialista em vinho, Luchesi, para uma degustação privada. Montresor sabe que Fortunato não irá resistir a exibir seus conhecimentos sobre vinho, e que Fortunato irá dizer que sabe mais sobre amontillado que Luchesi, que "não consegue distinguir um amontillado de um xerez". Fortunato vai com Montresor até a adega deste último, que se localiza em uma catacumba. Montresor oferece vinho (primeiro Médoc, depois De Grave) a Fortunato, com o objetivo de deixá-lo bêbado. Montresor alerta Fortunato, que tosse muito, sobre a umidade do local, e sugere que ambos vão embora, mas Fortunato insiste em ficar, alegando que "não irá morrer por causa de uma tosse". Durante a caminhada, Montresor menciona o brasão de sua família: um pé dourado sobre um fundo azul pisando uma cobra que abocanha o calcanhar do pé, com o lema nemo me impune lacessit ("ninguém me provoca e fica impune").
Num determinado momento, Fortunato faz um gesto elaborado e grotesco com uma garrafa de vinho erguida. Quando Montresor aparenta não reconhecer o gesto, Fortunato argumenta: "você não é maçom?" Montresor diz que é, e quando Fortunado, duvidando, exige uma prova, Montresor exibe uma colher de pedreiro que ele estava ocultando. Quando eles chegam a um nicho, Montresor diz que o amontillado está ali dentro. Fortunato, bêbado e sem suspeitar de nada, entra no nicho, e não reage quando Montresor o acorrenta à parede. Montresor, então, declara que, já que Fortunato não irá retornar, terá de deixá-lo ali.
Montresor revela que tem tijolo e argamassa, previamente ocultos entre os ossos do lugar, e começa a emparedar o nicho, usando sua colher de pedreiro. A princípio, Fortunato, que começa a recuperar a sobriedade mais cedo do que esperava Montresor, força as correntes, tentando escapar. Fortunato, então, grita por ajuda, mas Montresor zomba de seus gritos, sabendo que ninguém poderá ouvi-los. Fortunato ri levemente e tenta fingir que está sendo vítima de uma brincadeira, e que pessoas (inclusive a senhora Fortunato) o estão esperando. Quando Montresor termina a última camada de tijolos, Fortunato implora: "pelo amor de Deus, Montresor!" Ao que Montresor responde: "sim, pelo amor de Deus!" Ele espera por uma resposta, mas somente ouve o tilintar dos sinos de bobo da corte. Antes de colocar o último tijolo, ele deixa cair uma tocha acesa dentro do nicho. Ele alega que se sente mal, mas que é apenas efeito da umidade do local.
Nas últimas frases, Montresor revela que, cinquenta anos depois, o corpo de Fortunato ainda está preso às correntes do nicho. O assassino conclui: in pace requiescat! ("descanse em paz").

## História da publicação
"O Barril de Amontillado" foi publicado pela primeira vez na edição de novembro de 1846 da revista Godey's Lady's Book, que era, na época, o mais popular periódico dos Estados Unidos. A história só foi publicada mais uma vez durante a vida de Poe, na edição de 14 de novembro de 1846 de New England Weekly Review.

## Análise
Embora o tema da história de Poe seja um assassinato, "O Barril de Amontillado" não é uma história policial, como Os Assassinatos da Rua Morgue e A Carta Roubada; não há investigação sobre o crime de Montresor, e o próprio criminoso conta como cometeu o crime. O mistério em "O barril de amontillado" é o motivo do crime. Sem um detetive na história, é o leitor que fica encarregado de resolver o mistério. Desde o começo da história, torna-se claro que Montresor exagera quanto a suas queixas contra Fortunato, e que sua punição também é exagerada. Montresor nunca especifica seu motivo além de vagos "mil injúrias" e "quando ele ousou insultar". É fornecido algum contexto, incluindo a observação de Montresor de que sua família já foi grande, porém não é mais, e a depreciativa observação de Fortunato de que Montresor não pertence à maçonaria. À falta de evidências claras, muitos comentadores sugerem que Fortunato pode ser louco, embora esta hipótese também seja questionável, devido à complexidade da trama.
Também existe evidência de que Montresor pouco sabe sobre os motivos de sua vingança, e que Fortunato também não sabe. Na sua descrição do assassinato, Montresor observa que "um mal não é reparado quando a retribuição ultrapassa o reparador. Também não é reparado quando o vingador falha em fazer com que o perpetrador do mal sinta a mesma dor que provocou no outro". Depois que Fortunato é acorrentado à parede, Montresor apenas zomba dele, e não revela os motivos da vingança. Montresor pode não saber a real natureza dos insultos de Fortunato.
Um exame adicional sobre a natureza das injúrias de Fortunato pode levar à honra de Montresor, e não a palavras específicas de Fortunato. Montresor procede de uma família respeitada, mas que decaiu de status. Fortunato, como seu nome pode indicar, foi abençoado com riqueza, e pode ser visto por Montresor como pouco refinado. Essa falta de refinamento não teria impedido Fortunato de ultrapassar Montresor quanto ao status social, o que poderia ser o "insulto" de Fortunato.
Há indicação de que Montresor culpa Fortunato por sua infelicidade e falta de respeito da sociedade. É fácil concluir que Fortunato é maçom, e que Montresor não o é, o que poderia ser o motivo da recente ascensão social de Fortunato. Montresor diz, a Fortunato: "você é rico, respeitado, admirado, amado: você é feliz, como eu já fui".
Embora Fortunato seja apresentado como um especialista em vinhos, L. Moffitt Cecil, da Universidade Cristã do Texas, observa que sua conduta torna tal afirmação questionável. Por exemplo, Fortunato comenta que um determinado nobre é incapaz de distinguir um amontillado de um xerez, embora o amontillado seja, na verdade, um tipo de xerez. Fortunato também trata o De Grave, um caro vinho francês, com pouca consideração, ao tomá-lo em um único gole. Cecil considera que Fortunato é, apenas, um alcoólatra.
O emparedamento, que é uma forma de aprisionamento, normalmente para a vida inteira, no qual uma pessoa é enclausurada num espaço fechado sem saída, é mostrado em outros trabalhos de Poe, como A Queda da Casa de Usher, O Enterro Prematuro, O Gato Preto e Berenice.

## Inspiração
Uma lenda apócrifa assegura que a inspiração para "O barril de amontillado" veio de uma história que Poe ouviu na Ilha do Castelo, no Sul de Boston, em Massachusetts, quando Poe era um soldado estacionado no Forte Independência. De acordo com essa lenda, ele viu um monumento para o tenente Robert Massie. Historicamente, Massie foi morto num duelo de espada no natal de 1817 pelo tenente Gustavus Drane, depois de uma disputa durante um jogo de cartas. A lenda assegura que, posteriormente, outros soldados se vingaram de Drane embebedando-o, atraindo-o para uma masmorra, acorrentando-o à parede e selando-o num vão. Esta versão da morte de Drane é falsa: Drane foi julgado por uma corte marcial pelo assassinato, foi inocentado e viveu até 1846. A maior fonte de Poe pode ter sido o livro "Um homem erigido numa parede", de Joel Headley, que conta como o autor viu um esqueleto aprisionado numa parede de uma igreja na Itália. A história de Headley possui detalhes muito semelhantes a "O barril de amontillado": além de emparedar um inimigo num nicho escondido, a história conta a lenta colocação dos tijolos, o motivo da vingança, e o gemido agonizante da vítima. Poe também pode ter visto temas similares em La Grande Bretèche (Democratic Review, novembro de 1843), de Honoré de Balzac, e em The Quaker City, or The Monks of Monk Hall (1845), de seu amigo George Lippard. Poe pode ter tirado o lema da família de Montresor nemo me impune lacessit da obra O último dos moicanos (1826), de James Fenimore Cooper.
No entanto, Poe escreveu o conto em resposta a seu rival pessoal Thomas Dunn English. Poe e English tiveram vários confrontos, geralmente em torno de caricaturas literárias recíprocas. Poe achou que um dos escritos de English havia ido longe demais, e processou vitoriosamente os editores de English no jornal New-York Mirror por difamação em 1846. Nesse ano, English publicou uma novela baseada em vingança chamada 1844, or, The Power of the S.F. Seu enredo era complicado, e fazia referências a sociedades secretas. Ela possuía um personagem chamado Marmaduke Hammerhead, o famoso autor de "O corvo preto", que usa expressões como "nunca mais" e "Eleonora perdida", numa referência ao poema O Corvo, de Poe. Essa caricatura de Poe era bêbada, mentirosa e violenta.
Poe respondeu com o "O barril de amontillado", que contém várias referências à novela de English. Na história de Poe, por exemplo, Fortunato faz referência à sociedade secreta dos maçons, similar à sociedade secreta de "1844", e até faz um gesto similar a um retratado em "1844" (era um gesto de angústia). English também usou a imagem de um falcão agarrando uma cobra, similar ao brasão de Montresor de um pé pisando uma cobra - embora, neste último, a cobra morde o calcanhar do pé. De fato, muito de "O barril de amontillado" vem de uma cena de "1844" que acontece num vão subterrâneo. No final, é Poe que "pune com impunidade" ao não receber os créditos por sua vingança literária, e ao escrever um conto conciso (em oposição a uma novela), como ele havia sugerido no ensaio A Filosofia da Composição.
Poe também pode ter sido inspirado, ao menos parcialmente, pelo Movimento Washingtoniano, uma sociedade que pregava a temperança. O grupo era formado por alcoólatras curados que incentivavam as pessoas a evitar o álcool. Poe pode ter prometido se juntar ao grupo em 1843. "O barril de amontillado" seria, então, um "sombrio conto de temperança", com a intenção de chocar as pessoas em relação aos perigos do álcool.
O especialista em Poe Richard P. Benton acreditava que "o protagonista de Poe é uma versão inglesa do Montrésor francês", e argumentou, vigorosamente, que o modelo de Poe para Montresor havia sido "Claude de Bourdeille, conde de Montrésor, o conspirador político do século XVII do grupo de Gastão, Duque d'Orleães, irmão de vontade fraca do rei Luís XIII de França". O "notório intrigante e escritor de memórias" foi ligado pela primeira vez a "O barril de amontillado" pelo especialista em Poe Burton R. Pollin.
Inspiração posterior para o método do assassinato de Fortunato vem do medo de ser enterrado vivo. Na época do conto, alguns caixões continham dispositivos que permitiam alertar às pessoas na superfície que se havia sido enterrado vivo. Itens como sinos atados à cintura do morto não eram incomuns. Este tema transparece nos sinos atados ao chapéu de bobo da corte de Fortunato, e no enterramento vivo de Fortunato numa catacumba.
Poe pode ter conhecido o manejo de tijolos por experiência própria. Muitos períodos da vida de Poe têm poucas referências biográficas: por exemplo, o período após ele ter deixado o jornal Mensageiro Literário do Sul em 1837. O biógrafo de Poe John H. Ingram escreveu para Sarah Helen Whitman dizendo que alguém chamado "Allen" disse que Poe trabalhou "numa olaria no final do outono de 1834". Essa fonte foi identificada como sendo Robert T. P. Allen, um colega de Poe da Academia Militar dos Estados Unidos.

## Adaptações
- Em 1951, a editora EC Comics publicou, no número três da revista Crime SuspenStories, uma adaptação intitulada "Vinho vermelho de sangue". A adaptação havia sido escrita por Al Feldstein, com arte por Graham Ingels e capa de Johnny Craig. O final foi modificado em relação à história original de Poe para mostrar o assassino afogado em vinho momentos após o crime, após o homem que estava sendo emparedado atirar nos barris de vinho tentando acertar o homem que o estava emparedando. Foi reimpresso em 1993 por Russ Cochran.
- Em 1951, a edição 84 da revista Clássicos Ilustrados, de Gilberton, mostrou uma adaptação fiel, com arte de Jim Lavery. Foi reimpresso várias vezes ao longo dos anos.
- Em 1960, a editora Continental, do Brasil, publicou uma adaptação de Gedeone Malagola no número um da revista Clássicos de Terror.
- O filme de 1962 Contos de Terror, de Roger Corman, combina a história de "O barril de amontillado" com a história de outro conto de Poe, "O gato negro".[27] Esta adaptação livre é, decididamente, cômica. Peter Lorre estrela como "Montresor Herringbone", e Vincent Price como "Fortunato Luchresi". A junção das duas histórias confere um motivo para o assassinato: Fortunato tinha um caso com a esposa de Montresor.
- Em 1963, a editora Dell Comics adaptou a versão de Roger Corman "Contos de Terror", com arte de Fran Matera.
- Em 1965, a editora Warren Publishing publicou uma adaptação no número 6 da revista Creepy. Foi escrita por Archie Goodwin, com arte de Reed Crandall. O final copia a versão de 1951 da EC, exceto por o criminoso ter sua punição somente cinquenta anos após o crime. Essa versão foi reimpressa várias vezes ao longo dos anos.
- Em 1967, a editora brasileira Taika publicou uma adaptação no número quatro da revista Álbum Clássicos de Terror. A história era de Francisco de Assis, e a arte era de Osvaldo Talo. Ela apresenta o mesmo desfecho da versão de Archie Goodwin.
- Em 1970, a editora brasileira O Livreiro publicou uma adaptação no número um da revista Terror Ilustrado, com autoria de Edmundo Rodrigues.
- Em 1970, Vincent Price incluiu uma recitação solo da história no filme "Uma noite de Edgar Allan Poe". O filme mostra Montresor contando a história para um ouvinte não mostrado, numa ampla e vazia sala de jantar.
- "O misericordioso", um episódio de 1971 da série "Galeria noturna", apresenta a história com uma ligeira modificação: um velho casal num porão, com a esposa (Imogene Coca) construindo um muro e citando a história de Poe, enquanto o marido (King Donovan) permanece sentado numa cadeira de balanço. Quando ela acaba, ele se levanta e sobe pela escada. A esposa havia emparedado a si própria.
- Em 1974, a editora Skywald fez uma adaptação no número cinco da revista Scream, com adaptação de Al Hewetson e arte de "Maro Nava" (um possível pseudônimo de Jerry Grandenetti). Em 1989, ela foi reimpressa pela editora Eternity Comics no número um da revista "Assassinatos na rua do Necrotério".
- Em doze de janeiro de 1975, o episódio 203 do programa CBS Radio Mystery Theater fez uma extensa versão, com muitos detalhes que não constavam na história original.
- Em 1975, a editora Warren fez uma adaptação no número setenta da revista Creepy, com história de Rich Margopoulos e arte de Martin Salvador. Ela foi reimpressa muitas vezes ao longo dos anos.
- Em 1976, a banda The Alan Parsons Project lançou o álbum intitulado Contos de Mistério e Imaginação. Uma das faixas do álbum se chamava "O barril de amontillado".
- Em 1977, a editora Marvel Comics fez uma adaptação no número 28 da revista Marvel Classics Comics. A adaptação e o leiaute eram de Don McGregor, e a arte era Michael Golden: ambos faziam sua estreia no mundo dos quadrinhos. Ela foi reimpressa duas vezes pela editora brasileira Bloch.
- Em 1977, a editora Pendulum Press fez uma adaptação na sua obra "O melhor de Poe" (parte de Now Age Books/Pendulum Illustrated Classics/Now Age Illustrated). A adaptação era de Naunerle Farr, e a arte de Noly Zamora. Ela foi reimpressa várias vezes, a mais recente das quais em Saddleback Illustrated Classics em 2006.
- Em 1979, a editora Moby Books fez uma adaptação ilustrada na sua obra Contos de Mistério e Terror (parte da sua série Grandes Clássicos Ilustrados). A adaptação era de Marjorie P. Katz, e a arte de Pablo Marcos.
- Em 1980, a editora mexicana Organizacion Editorial Novaro fez uma adaptação ilustrada na obra "Contos de Edgar Allan Poe" (parte da série Clássicos Ilustrados). A adaptação era de Hector D. Shelley, e a arte de Guido Del Carpio Rivera.
- Em 1982, a editora Troll Associates fez uma versão ilustrada para crianças, com adaptação de David E. Cutts e arte de Ann Toulmin-Rothe.
- Em 1984, a empresa HIT Entertainment transmitiu pela primeira vez o programa televisivo "A triste história de Henry" (parte da série "Thomas, o motor de tanque"). A adaptação era de Britt Allcroft e David Mitton.
- Em 1989, a editora Globe Communications Corp fez uma adaptação no número dois da revista "Ataque de monstros". A adaptação era de Charles E. Hall, e a arte de Walter James Brogan.
- Em 1995, a editora Mojo Press fez uma adaptação na revista "Coração revelador: histórias e poemas de Edgar Allan Poe". Com arte de Maxon Poe.
- "O barril de amontillado" foi um filme britânico de 1998, dirigido por Mario Cavalli, com roteiro de Richard Deakin e estrelando Anton Blake como Montresor e Patrick Monckton como Fortunato.[28]
- Em 1999, a editora Albin Michel – L'Echo des Savanes (França) fez uma versão em quadrinhos na revista "O gato negro", com adaptação e arte de Horacio Lalia.
- Em 2001, a editora Eureka Productions apresentou uma adaptação no número um da revista "Clássicos gráficos", com arte de Pedro Lopez.
- Em 2003, Lou Reed apresentou uma adaptação na versão estendida de seu álbum "O corvo", que era baseado em Poe. A adaptação era intitulada "O Barril", e era interpretada por Willem Dafoe (como Montresor) e Steve Buscemi (como Fortunato).
- Em 2009, a editora espanhola Edelvives Zaragoza fez uma versão em quadrinhos, "O barril de amontillado", parte da obra "Três contos de Poe", com adaptação e arte de Xavier Besse.
- O filme Edgar Allan Poe's The Cask of Amontillado (2011) é estrelado por David JM Bielewicz e Frank Tirio, Jr. É dirigido por Thad Ciechanowski, produzido por Joe Serkoch, pela companhia DijitMedia, LLC/Orionvega. Ganhou o prêmio Emmy regional em 2013.
- Em 2013, a adaptação de Lance Tait para os palcos situou a história em Nice, na França.[29]
- Em 2014, a editora Dark Horse Comics fez uma adaptação na revista "O enterro prematuro", com adaptação e arte de Richard Corben.
- Em 2014, a editora argentina "Edições da flor" fez uma adaptação na obra "O melhor de Poe", com arte de Edu Molina.
- Em 2014, Keith Carradine estrelou Terroir, filme dirigido por John Jopson.
- A história fornece a trama do livro "A serpente de Veneza" (2014), de Christopher Moore, a partir do ponto de vista do personagem principal, Pocket, o Bobo. Nesta versão, Pocket é salvo da morte pela serpente que dá nome ao livro, que Pocket acredita ser uma sereia.
- O quarto episódio da nona temporada de Mestres estadunidenses, intitulado "Edgar Allan Poe: o terror da alma", adapta a história.[30]
- Em dezessete de abril de 2017, a linha de mangás clássicos da Udon Entertainment publicou "As histórias de Edgar Allan Poe", que incluiu uma adaptação para o formato mangá de "O barril de amontillado".[31][32]